# قصف الناتو لشوارع بلغراد
تعرضت عاصمة يوغسلافيا السابقة بلغراد لقصف جوي نفذته حلف الناتو بتاريخ اليوم الأول من مايو عام 1999م ، والتي استهدفت شوارع بلغراد الرئيسية وتسببت بإصابة شخصين على الأقل وتدمير أحد البنية التحتية والمركبات.